# Гімнастерка

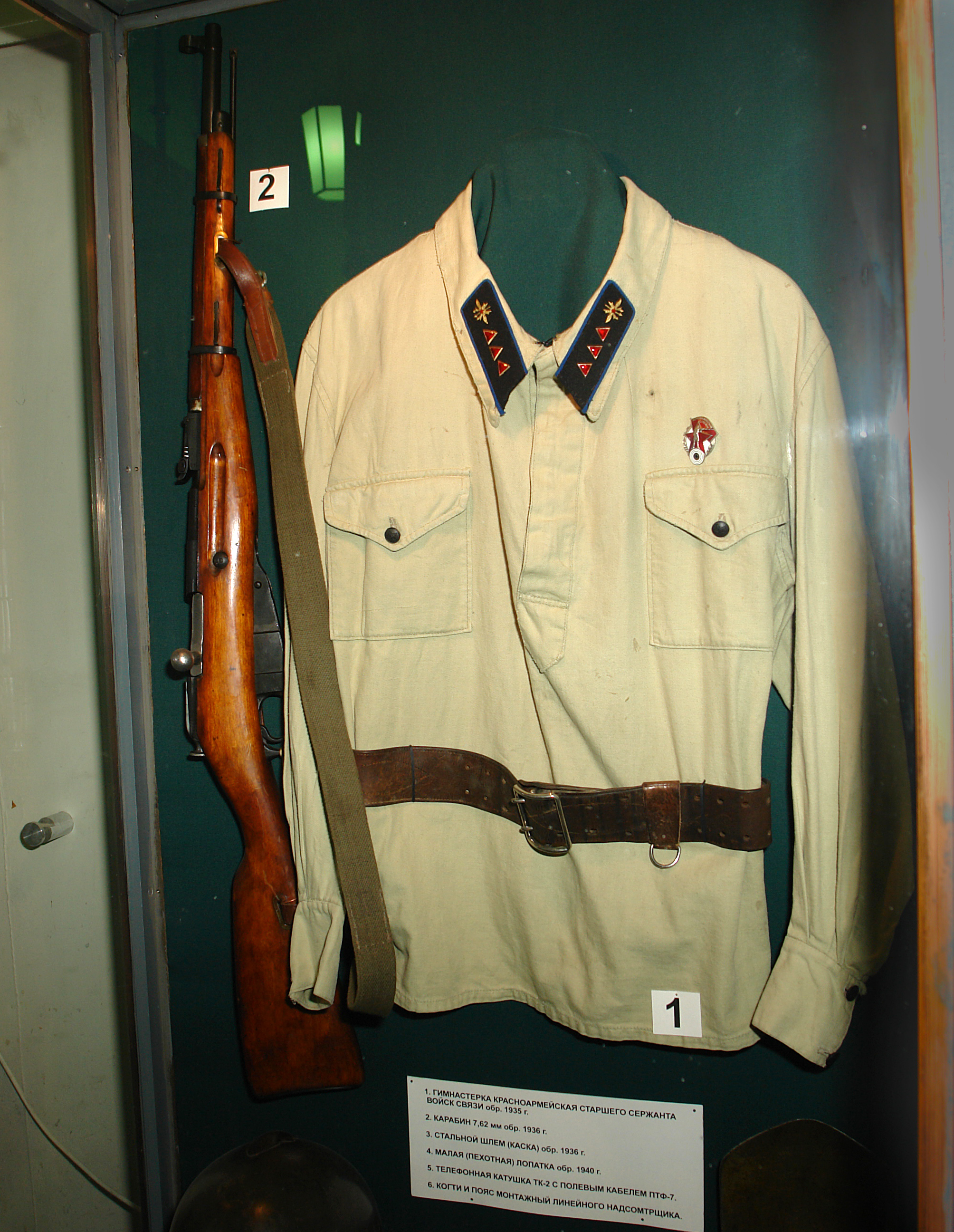
Гімнастерка зразка 1935 року сержанта військ зв'язку на вітрині музею

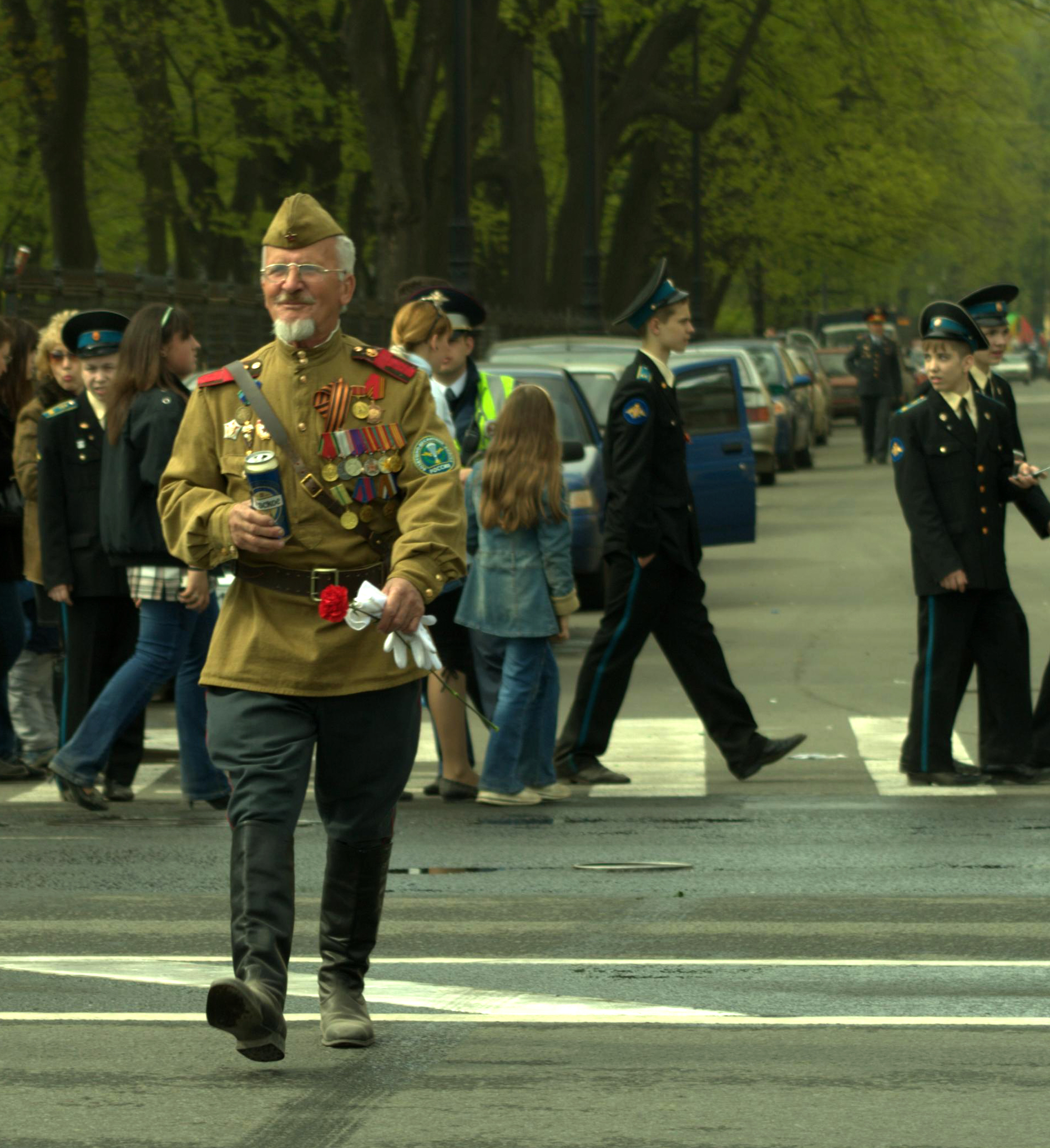
Фальшивий «ветеран» Другої світової війни з банкою пива та в гімнастерці на вулиці Санкт-Петербурга

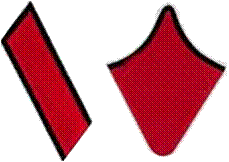
Петлиця (гімнастерка / шинель) червоноармійця (піхота) Червоної армії

Гімнастерка (до Жовтневого перевороту ця частина форми також називалася «Гімнастична сорочка») — щільна тканинна сорочка, яку носили з ременем або поясом, елемент громадянського, відомчого та форменого одягу, поширений в СРСР до кінця 60-х років ХХ століття. Використовувалася в РСЧА і Радянській Армії до 1969 року, як елемент військової форми одягу. У 1998 році гімнастерка захисного кольору з погонами була офіційно затверджена у товариствах російських козаків, як частина літньої повсякденної форми. Подібно до інших елементів козацької форми, вона копіювала гімнастерку козацьких військ зразка 1909 року.
Назва «гімнастерка» походить від назви «гімнастична сорочка», тобто сорочки для особового складу російської імператорської армії для занять гімнастикою, введеної в 1862 році.